# Serghei Covaliov
Serghei Covaliov (14 ottobre 1944 – 16 maggio 2011) è stato un canoista rumeno.

## Palmarès
Olimpiadi
- 2 medaglie:
  - 1 oro (C2 1000 m a Città del Messico 1968)
  - 1 argento (C2 1000 m a Monaco di Baviera 1972).

Mondiali
- 5 medaglie:
  - 3 ori (C2 1000 m a Berlino Est 1966, C2 1000 m a Copenaghen 1970, C2 1000 m a Tampere 1973)
  - 1 argento (C2 1000 m a Belgrado 1971)
  - 1 bronzo (C2 10000 m a Belgrado 1971).